# 2-aminoindan
2-aminoindan i spojevi strukturno izvedeni iz njega, vrste psihotropnih tvari. Uvršten je u Hrvatskoj na temelju Zakona o suzbijanju zlouporabe droga na Popis droga, psihotropnih tvari i biljaka iz kojih se može dobiti droga te tvari koje se mogu uporabiti za izradu droga, pod Popis droga i biljaka iz kojih se može dobiti droga, pod 2. Popis psihotropnih tvari i biljaka, Odjeljak 1 - Psihotropne tvari sukladno Popisu 1. Konvencije UN-a o psihotropnim tvarima iz 1971. godine. Skupina 2-aminoindana kemijskim je sastavom 2-aminoindan, i spojevi strukturno izvedeni iz njega na jedan ili više od sljedećih načina:
- supstitucijom na šesteročlanom prstenu s jednim ili više supstituenata iz skupine koju čine alkil, halogenalkil, alkiloksi, metilendioksi i halogen;
- zamjenom jednog ili oba vodikova atoma amino-skupine alkilnom ili arilalkilnom skupinom.[1]